# Шнайдер, Вера
Ве́ра Шна́йдер (босн. Vera Šnajder, урождённая Ве́ра Попо́вич (босн. Vera Popović); 2 февраля 1904, Сараево — 14 февраля 1976, Сараево) — боснийский математик. Первый человек боснийской национальности, опубликовавший математическое исследование, и первая женщина-декан Югославии.

## Биография
Вера Попович родилась 2 февраля 1904 года в Рельево, одном из районов Сараево. Её отец руководил православной семинарией. В 1922 году окончила начальную и среднюю школу в Сараево.
Затем Вера Попович начала учёбу в Белградском университете и окончила его в 1928 году. Она устроилась учителем в женскую гимназию в Сараево. и вышла замуж за Марселя Шнайдеря — философа еврейского происхождения, который тоже вместе с Верой тогда работал в гимназии. Ей предложили работу для нужд Министерства авиации Франции, но она не согласилась.
С 1929 по 1932 год ездила в Париж для повышения квалификации по математике. Именно в это время она опубликовала свою статью — первую статью по математике, написанную боснийцем. Публикация под названием «Sur l’extension de la méthode de Hele Shaw aux mouvements cycloques» («Распространение метода Хеле-Шоу на циклические движения») появилась в журнале «Comptes rendus de l'Académie des Sciences» в 1931 году. Это была первая научная работа в области математики, опубликованной автором, родившимся в Боснии и Герцеговине. Вере Шнайдер предложили работу в министерства авиации Франции, однако она отказалась.
Вернувшись из Парижа, Шнайдер снова работала школьным учителем (с конца 1932 года). В 1941 году её муж Марсель Шнайдер был убит нацистами. С июня 1945 года Вера назначена директором 2-й женской гимназии, а в марте 1946 года стала одним из первых профессоров Высшей педагогической школы в Сараево. В 1947 году назначена советником министерства просвещения. В июне 1948 года вернулась в Высшее педагогическое училище.
Когда в 1949 году был основан Сараевский университет, Шнайдер стала здесь преподавателем. В 1950 году Вера Шнайдер участвовала в основании философского факультета в Сараево, особенно в создании кафедры математики, где она работала доцентом до 1960 года, когда кафедра переросла в кафедру математики и переехала в новый факультет естественных наук. Вера Шнайдер преподавала дифференциальную геометрию и рациональную механику, линейную алгебру и введение в алгебру.
Дважды в 1951/1953 и в 1958/1959 годах была деканом философского факультета в Сараево. С избранием деканом в 1951 году Вера Шнайдер вошла в историю как первая женщина-декан Боснии и Герцеговины и в целом Югославии.
Вера Шнайдер была членом многочисленных учреждений и комиссий: член Совета университета, член Совета по образованию Боснии и Герцеговины, председатель Комиссии Совета Национальной библиотеки, член Комиссии по присвоению звания научного сотрудника, председатель Комиссии по сдаче профессорских экзаменов. Также много лет была президентом Общества «Югославия — Франция».
Была особенно активна в качестве президента Общества математиков, физиков и астрономов Боснии и Герцеговины, а также была главным организатором IV Конгресса математиков, физиков и астрономов Югославии, состоявшегося в Сараево в 1965 году.
Скончалась 14 февраля 1976 года в Сараево.
Её дочь Милица Шнайдер, до 1992 года профессор (одно время также декан) Сараевской музыкальной академии, живёт в Любляне. Внуки — Андрей и Драган Хутерер. Старший внук Драган Хутерер — доктор физики, учёный в области космологии, живёт и работает в США.